# Niszczyciele typu Regele Ferdinand
Niszczyciele typu Regele Ferdinand – seria dwóch niszczycieli marynarki wojennej Rumunii z okresu międzywojennego i II wojny światowej, zbudowanych we Włoszech. Służyły podczas II wojny światowej na Morzu Czarnym. Po wojnie na krótko wchodziły w skład marynarki ZSRR, po czym zostały zwrócone Rumunii.

## Historia
Rumunia tuż po pierwszej wojnie światowej nabyła dwa niszczyciele typu Marasti, zbudowane przed wojną na jej zamówienie we Włoszech, które były okrętami o największej wartości bojowej w marynarce tego kraju. W 1926 roku w ramach nowego programu budowy okrętów zdecydowano zamówić dwa niszczyciele nowocześniejszej konstrukcji. 13 listopada 1926 roku podpisano umowę na ich skonstruowanie, z tą samą stocznią Patison w Neapolu. Stocznia ta współpracowała z brytyjskim przemysłem okrętowym i opracowała projekt na bazie dużego niszczyciela (lidera) HMS „Shakespeare” konstrukcji firmy Thornycroft, z drugiej połowy wojny. Cechował się on silną jak na owe czasy artylerią z pięciu dział 120 mm, rozmieszczonych w typowy dla okresu międzywojennego sposób w dwóch poziomach  na dziobie i rufie. Jedną z różnic w stosunku do pierwowzoru stała się zamiana miejscami piątego działa artylerii głównej i działa przeciwlotniczego – pierwotnie piąte działo znajdowało się między kominami, a działo przeciwlotnicze za nimi. Różniły się też od niego eszelonowym (liniowym) rozmieszczeniem obu turbin. Zamieniono także artylerię główną na produkcji szwedzkiego Boforsa.
Stępkę pod budowę obu okrętów „Regele Ferdinand” (król Ferdynand) i „Regina Maria” (królowa Maria) położono w czerwcu 1927 roku. Wodowano je w odstępie kilku miesięcy na przełomie 1928 i 1929 roku. Próby odbiorcze zakończyły się 15 czerwca 1930 roku, a 4 września oba niszczyciele wypłynęły do kraju. Koszt budowy bez uzbrojenia wynosił 205 000 funtów za okręt.

## Okręty
| Nazwa okrętu     | Położenie stępki | Wodowanie      | Wejście do służby | Uwagi                                               |
| ---------------- | ---------------- | -------------- | ----------------- | --------------------------------------------------- |
| Regele Ferdinand | czerwiec 1927    | 2 grudnia 1928 | 7 września 1930   | 1944 → ZSRR: Lichoj, 1951 → Rumunia: D.22 → D.11    |
| Regina Maria     | czerwiec 1927    | 2 marca 1929   | 7 września 1930   | 1944 → ZSRR: Lietuczyj, 1951 → Rumunia: D.21 → D.10 |

## Opis

### Opis ogólny i architektura

„Regele Ferdinand” w 1944 roku

Niszczyciele typu Regele Ferdinand miały typowe cechy brytyjskich niszczycieli końca I wojny światowej i okresu międzywojennego, z podniesionym pokładem dziobowym na ok. ⅓ długości kadłuba, prostą dziobnicą o niewielkim nachyleniu, dwoma lekko pochylonymi kominami i uzbrojeniem w pojedyncze działa w maskach przeciwodłamkowych rozmieszczone w superpozycji na dziobie i rufie. Między kominami znajdowała się platforma z armatą przeciwlotniczą kalibru 76 mm, a piąte działo głównego kalibru umieszczone było na podwyższonej platformie za drugim kominem. Za nią na pokładzie znajdowały się w osi kadłuba dwie obrotowe trzyrurowe wyrzutnie torpedowe, jedna za drugą, a na rufie była niewielka jednokondygnacyjna pokładówka.
Wyporność standardowa wynosiła 1400 ton, a pełna 1850 ton. Okręty miały długość 101,95 m, szerokość 9,6 m i | zanurzenie 3,51 m. Załoga okrętów liczyła 212 osób. Po przejęciu przez ZSRR załoga była podawana jako 241 ludzi.

### Uzbrojenie
Uzbrojenie główne składało się z pięciu pojedynczych armat kalibru 120 mm w stanowiskach z maskami przeciwodłamkowymi. Działa były produkcji Boforsa i miały lufy o długości L/50 (50 kalibrów. Maksymalny kąt podniesienia wynosił 45°, amunicja łuskowa była rozdzielnego ładowania. 
Uzbrojenie przeciwlotnicze średniego kalibru stanowiła armata kalibru 76 mm na centralnej platformie między kominami. W latach 30. dodano na pokładzie po obu stronach drugiego komina dwie armaty automatyczne kalibru 40 mm (być może o długości lufy L/67 produkcji Škody). W 1939 roku natomiast okręt doposażono w dwa podwójnie sprzężone karabiny maszynowe Hotchkiss kalibru 13,2 mm. 
Podczas wojny uzbrojenie okrętów zmodyfikowano, zdejmując w 1943 roku mało skuteczne armaty przeciwlotnicze 76 mm i montując cztery niemieckie działka 20 mm C/38 i być może pojedyncze półautomatyczne działko 37 mm C/30. Według innych publikacji, lekkie uzbrojenie przeciwlotnicze po przejęciu przez ZSRR składało się z trzech działek 37 mm, jednego 20 mm i dwóch wkm 13,2 mm. Zimą 1943/44 natomiast armatę nr 2 kalibru 120 mm zamieniono na niemiecką przeciwlotniczą kalibru 88 mm (L/45).
Uzbrojenie torpedowe było przeciętne dla międzywojennych niszczycieli, składające się z dwóch potrójnych wyrzutni torped kalibru 533 mm włoskiej produkcji, na pokładzie górnym w osi symetrii kadłuba. Do walki z okrętami podwodnymi okręty otrzymały dwie zrzutnie bomb głębinowych na rufie. Maksymalny zapas doszedł do 40 bomb głębinowych, przy czym w 1939 roku ustawiono na nich ponadto dwa włoskie pneumatyczne miotacze bomb głębinowych. Uniwersalność okrętów zwiększała możliwość zabierania i stawiania 50 min.  
Okręty miały dwa dalmierze optyczne Siemensa, na stanowiskach na nadbudówce dziobowej i rufowej.

### Napęd
Napęd stanowiły dwa zespoły turbiny parowe systemu Parsonsa, produkcji włoskiej firmy STT, o mocy łącznej 52 000 KM, pracujące na dwie śruby. Parę dostarczały cztery kotły systemu Thornycroft. Prędkość projektowa wynosiła 37 węzłów, natomiast na próbach okręty rozwinęły prędkość 38 węzłów. Zapas paliwa płynnego wynosił 480 ton. Zasięg wynosił 3000 mil morskich przy prędkości 15 w.

## Służba

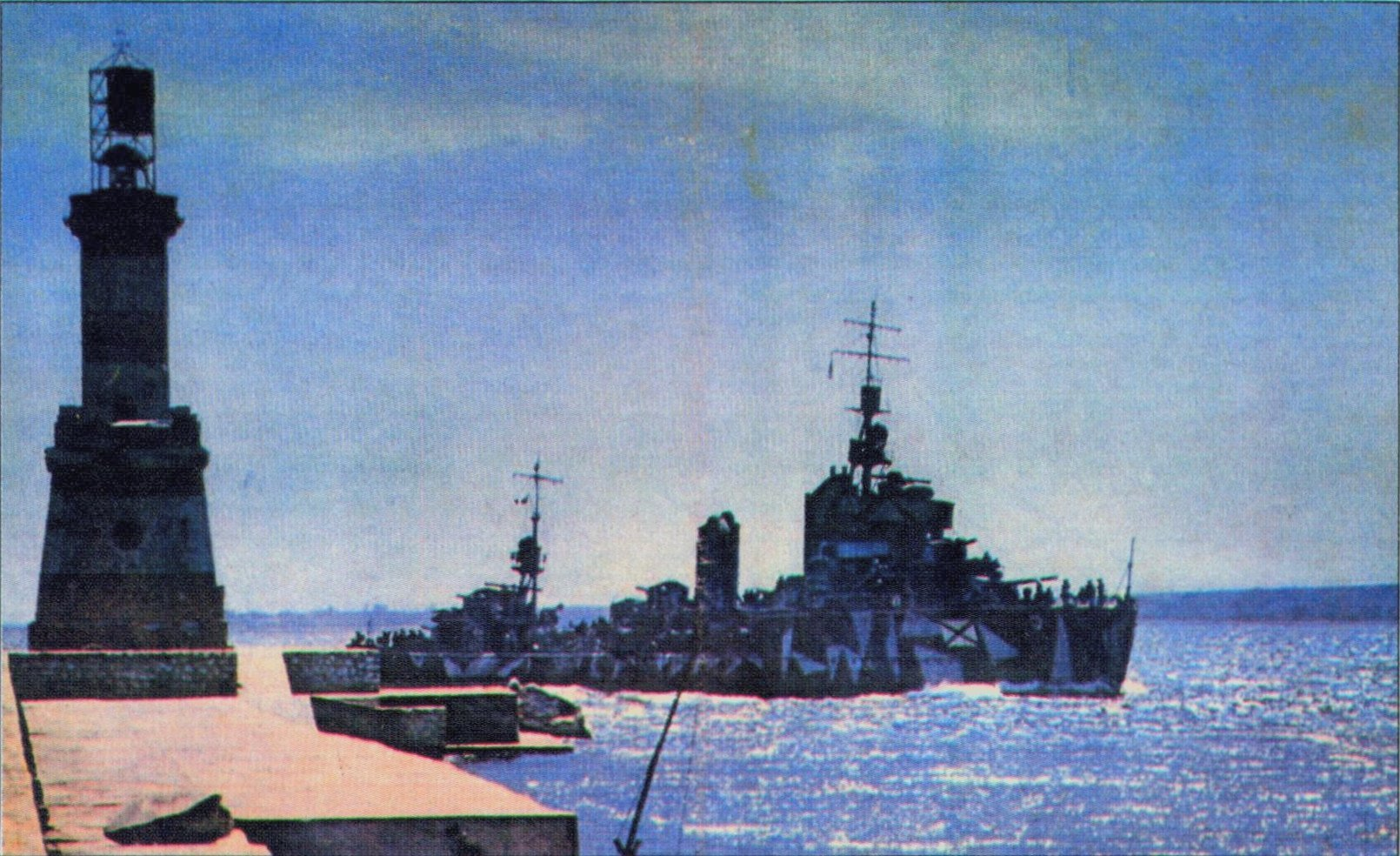
„Regele Ferdinand” podczas wojny w kamuflażu

Oba niszczyciele: „Regele Ferdinand” i „Regina Maria” przybyły do Konstancy 7 września 1930 roku i tego dnia zostały wcielone do służby. Uroczysty chrzest miał miejsce 27 maja 1931 roku. Przed wojną wchodziły w skład Eskadry Niszczycieli, służyły też do celów reprezentacyjnych. Brały następnie udział w II wojnie światowej, walcząc na Morzu Czarnym przeciw ZSRR. „Regele Ferdinand” został w 1944 roku dwukrotnie uszkodzony przez lotnictwo.
Po przejściu Rumunii na stronę koalicji antyhitlerowskiej, 5 września 1944 roku oba niszczyciele zostały zajęte w Konstancy przez wojska radzieckie. Zostały następnie 14 września wcielone do marynarki ZSRR pod nazwami: „Lichoj” i „Lietuczyj”. Dopiero 3 lipca 1951 roku zostały zwrócone Rumunii. Z przyczyn politycznych nie przywrócono im monarchistycznych nazw, natomiast otrzymały tylko oznaczenia: D.21 i D.22, później zmienione na: D.10 i D.11 (od skrótu: Distrugatoare – niszczyciele). Wycofano je ze służby pod koniec lat 50.